# أنطونيو فيريرا دي أوليفيرا جونيور
أنطونيو فيريرا دي أوليفيرا جونيور (بالبرتغالية: Antonio Ferreira de Oliveira Junior‏) (24 أكتوبر 1984 بريو دي جانيرو في البرازيل - ) هو لاعب كرة قدم برازيلي في مركز الدفاع. لعب مع أتلتيكو براغانتينو ونادي أحمد غروزني ونادي إيرتيش بافلودار ونادي داوغافا ونادي لييباياس ميتالورغس ونادي ميراسول وAssociação Desportiva Cabofriense ‏ وسبارتاك نالتشيك.

## وصلات خارجية
- أنطونيو فيريرا دي أوليفيرا جونيور على موقع قاعدة بيانات كرة القدم.إي يو (الإنجليزية)
- أنطونيو فيريرا دي أوليفيرا جونيور على موقع Soccerway.com (الإنجليزية)